# Berca, Buzău
Berca este satul de reședință al comunei cu același nume din județul Buzău, Muntenia, România. Se află pe malul stâng al râului Buzău în zona Subcarpaților de Curbură.

## Monumente
- Mănăstirea Berca

1. ↑   (PDF) https://primariaberca.ro/wp-content/uploads/2017/09/Strategia-de-dezvoltare-2010-2025-a-comunei-Berca.pdf Lipsește sau este vid: |title= (ajutor)